# Lisa Davis
Lisa Davis (* 15. Oktober 1963 in den USA) ist eine US-amerikanische Managerin und Chemieingenieurin. Von August 2014 bis 29. Februar 2020 war sie Mitglied des Vorstandes von Siemens und dort Leiterin des Siemens Sector Energy.
Lisa Davis hatte als erstes Vorstandsmitglied von Siemens ihren Arbeitsplatz in den USA, in Houston, Texas. Bei Siemens war sie die Nachfolgerin von Michael Süß. Nach Medienberichten war sie die bestbezahlte Managerin eines deutschen Unternehmens.

## Leben
Davis studierte Chemieingenieurwesen an der University of California in Berkeley, das Studium schloss sie mit einem Bachelor ab. Ab 1985 war sie Ingenieurin bei der Firma Chevron, im Bereich Produktion Region West. 1986 wechselte sie zur Exxon Corporation, ab 1987 war sie als Ingenieurin in der Geschäftsentwicklung der Texaco tätig. Bei Texaco wurde sie 1990 Ingenieurin in der Prozessabteilung und ab 1993 Managerin in der Betriebsplanung. 1996 wurde sie Betriebsleiterin bei Texaco. Ab 1998 war sie für Royal Dutch Shell tätig, mit Sitz zunächst in den USA, später in London.
Bei Shell war sie zunächst Vice President für Betrieb und Instandhaltung bei Shell Oil Products, ab 2000 dann Vice President für Strategie & Portfolio. Nach mehreren weiteren Stationen bei Shell in den USA und Europa war sie zuletzt ab 2012 Executive Vice President für Strategie, Portfolio & Alternative Energien bei Shell mit Standort in London, wo sie administrativ direkt unter dem Vorstand tätig war. Von 2014 bis 2020 sie bei Siemens verantwortlich für die Bereiche Power and Gas, Wind Power and Renewables und Power Generation Services.
Nach Medienberichten wurde sie von Siemens in den Vorstand geholt, weil Siemens am nordamerikanischen Schiefergasboom durch Hydraulic Fracturing teilhaben will. Zugleich sollte sie das Unternehmen Dresser-Rand, das im Jahr 2014 von Siemens übernommen wurde, integrieren.
Im Februar 2020 schied sie aus dem Siemens-Vorstand aus und unterstützte bis zum Ablauf ihres Vertrages im Oktober 2020 Siemens-CEO Kaeser.